# Система защиты шеи и головы

1 — HANS, 2 — крепежный страховочный ремень, 3 — крепление к шлему, 4 — плечо поддержки

Система защиты шеи и головы (англ. Head And Neck Support device, HANS) — специальное техническое устройство, используемое в автогонках, способствует значительному снижению нагрузки и повреждений шеи при аварии и сильных перегрузках. Благодаря устройству шея при сильном торможении в момент удара получает существенно меньшую нагрузку, чем без устройства, и пилот не получает серьёзной травмы (прежде гонщики могли получать тяжелейшие травмы, связанные с переломом основания черепа, когда в момент лобового удара голова гонщика с большой скоростью наклонялась вперед, а после полной остановки также с большой скоростью возвращалась назад).
Было разработано в 1987 году Робертом Хаббардом (1944—2019) — профессором прикладной биомеханики Университета штата Мичиган (США).
Устройство стало применяться в гонках НАСКАР и Формулы-1 с 2003 года, с 2008 года все гоночные серии под управлением FIA в обязательном порядке должны использовать устройство защиты головы и шеи.
Вместе с системой боковой поддержки и защиты головы, устройством Halo, шлемом и дугой безопасности (либо каркасом в кузовных сериях) HANS входит в полную систему защиты головы.